# Estació de Bellvitge Rambla Marina
Bellvitge Rambla Marina, és la segona estació de la L1 del Metro de Barcelona, operat per TMB, està situada sota la Rambla Marina al barri de Bellvitge a L'Hospitalet de Llobregat. Va ser inaugurada el 19 d'octubre de 1989 en el perllongament de la L1 entre Avinguda Carrilet i Feixa Llarga (avui Hospital de Bellvitge) sent aquesta estació l'intermèdia entre ambdues.
| Metro de Barcelona     |                       |       |                   |                        |
| Procedència/Destinació | <                     | Línia | >                 | Procedència/Destinació |
| Hospital de Bellvitge  | Hospital de Bellvitge |       | Avinguda Carrilet | Fondo                  |

## Accessos
- Rambla Marina (2 accessos)